# Lac McKenzie (Marston)
Le Lac McKenzie est un lac situé près du village de Marston en Estrie. La décharge du lac rejoint la Rivière Victoria, un affluent du Lac Mégantic, source de la Rivière Chaudière et un sous-affluent du Fleuve Saint-Laurent. 

## Géographie

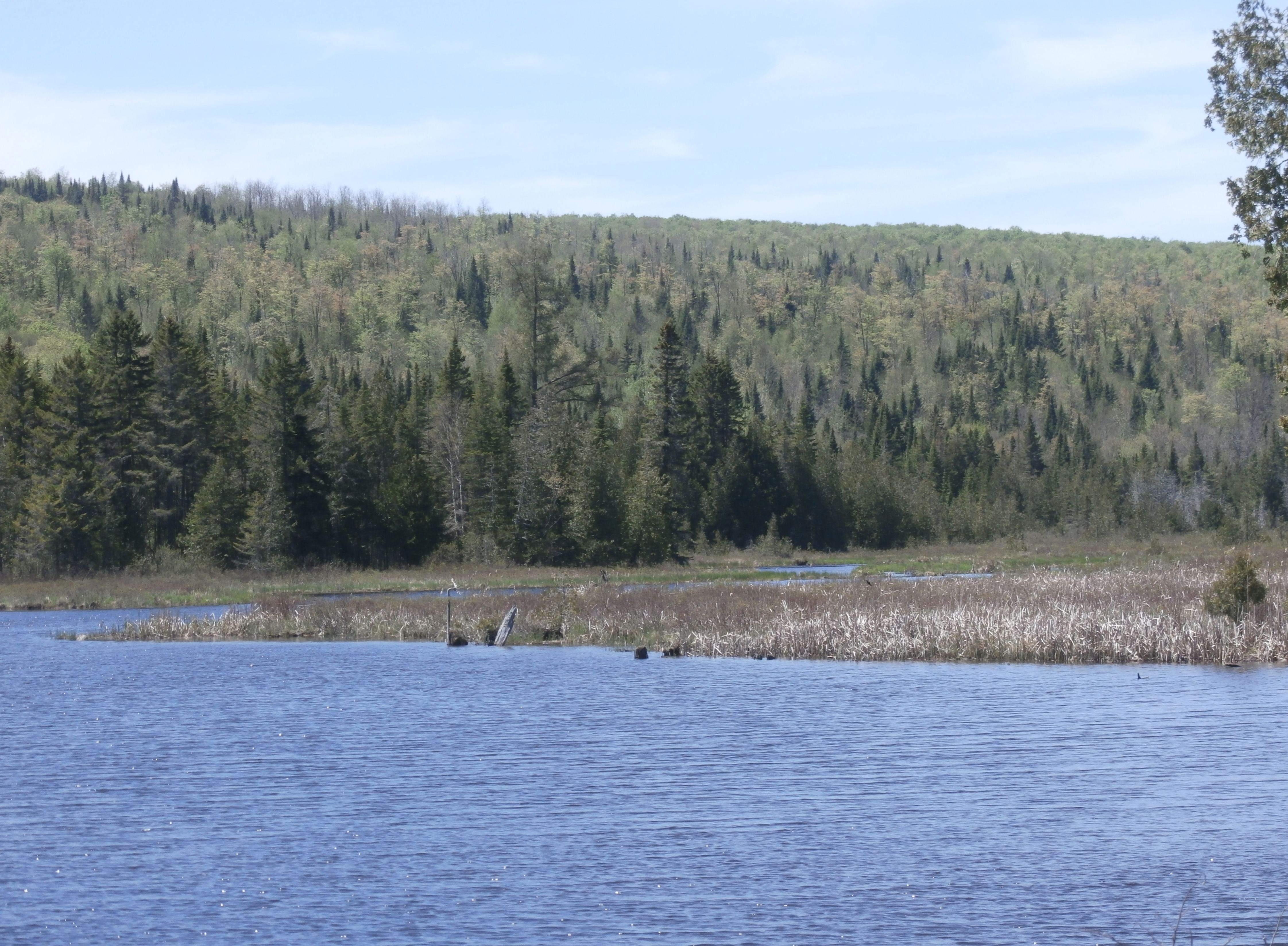
Le marais à la tête du lac McKenzie (Marston), sillonné par le ruisseau qui l'alimente.

Sa profondeur approximative maximum est de 4,2 mètres, sa largeur est de 500 mètres et sa longueur est de 2,4 km.